# Mikayıl Rəhmanov
Mikayıl Fizuli oğlu Rəhmanov (ur. 13 marca 1996) – azerski zapaśnik walczący w stylu klasycznym. Brązowy medalista igrzysk wojskowych w 2019. Mistrz Europy juniorów w 2016. Mistrz świata kadetów w 2012 i 2013. Drugi na ME kadetów w 2012 i 2013 roku.